# Jaime Bravo
Jaime Alejandro Bravo Jeffery (Rancagua, Chile, 4 de abril de 1982) es un exfutbolista chileno que jugaba como portero. Su último club fue Deportes Melipilla. Actualmente es preparador de arqueros en Unión Española.

## Carrera
Bravo inició su carrera a los ocho años, cuando ingresó a la escuela de fútbol Barrabases.
Posteriormente pasó a las divisiones inferiores de la Universidad Católica, dirigidas por el entrenador Fernando Carvallo. Carvallo fue quien apodó al jugador como Sam, en comparación al personaje de la historieta Barrabases. Tras la llegada del entrenador Pablo Hewstone al club, Bravo fue expulsado del club debido a su baja estatura en esos tiempos, pese a haber sido titular durante el año.
El año 2004 recala en Provincial Curicó Unido, en ese entonces en Tercera División, en una extraordinaria campaña que los deja a minutos del ascenso a Primera B, perdiendo la definición del torneo ante Ñublense de Chillán.
Ya en la Unión Española, debutó en la portería frente a la Universidad Católica. Bravo era el cuarto arquero del plantel, pero tras la renuncia de Nelson Cossio (primer arquero), la lesión de Víctor Loyola y el castigo de Alejandro Hoffmann, pudo debutar.
Tras el incidente protagonizado por el guardameta argentino Ignacio González el 8 de mayo de 2005 en el Estadio Municipal de San Felipe, Bravo asumió la titularidad en el equipo. En dicho partido contra Unión San Felipe, González agredió al árbitro Enrique Osses, siendo expulsado y detenido, ante lo cual Bravo tuvo que ingresar en su reemplazo. Al portero argentino le aplicaron veintidós fechas de castigo, por lo cual Bravo finalmente pasó a ser el primer arquero del equipo.
Bravo se convirtió en uno de los principales artífices del título logrado por la Unión Española. En el partido de vuelta disputado el 19 de junio contra la Universidad de Chile, válido por los cuartos de final del campeonato de apertura, el portero atajó los penales lanzados en la definición por Cristián Canío, Nelson Pinto, Jaime Riveros y Diego Rivarola, lo que significó la clasificación de los hispanos a Semifinales.
Su desempeño incluso lo llevó a ser condecorado con el premio Juventud 2005 por parte del Instituto Nacional de la Juventud (INJUV), en el marco de la conmemoración de los 20 años del día internacional de la juventud.
Las temporadas siguientes fue eclipsado por los guardametas Julio César Gaona y Cristián Limenza, siendo relegado a la suplencia, situación que lo llevó a firmar por Ñublense, el 22 de diciembre de 2007.
Para la temporada 2010 es contratado por Unión San Felipe, equipo recién ascendido y que también disputa la Copa Sudamericana. En el debut de la Copa se convierte en figura, ya que en el partido de vuelta ante Guaraní es decisivo para la clasificación de su club, cuando luego de empatar 1-1 tanto en la ida en Paraguay como en la vuelta en Chile, atajó tres penales y le dio el triunfo al Uní Uní. En la siguiente ronda son eliminados por la Liga de Quito (4-2 en la ida; 1-6 en la vuelta).
Luego de su paso por Santiago Morning, llega al Audax Italiano en donde defiende la portería por los siguientes tres años. Después ficha por Coquimbo Unido por una temporada, y el año 2017 forma parte del plantel del Deportes Melipilla, club metropolitano de la Segunda División Profesional de Chile, hasta 2018 donde se retira del futbol. Actualmente es preparador de arqueros en el club Unión Española.

## Selección nacional
Participó en las nominaciones de las selecciones Sub-17 y Sub-20 de dicho país.

## Clubes
| Club                    | País  | Año       |
| ----------------------- | ----- | --------- |
| Unión Española          | Chile | 2001-2007 |
| → Iberia (cedido)       | Chile | 2003      |
| → Curicó Unido (cedido) | Chile | 2004      |
| Ñublense                | Chile | 2008-2009 |
| Unión San Felipe        | Chile | 2010      |
| Santiago Morning        | Chile | 2011      |
| Audax Italiano          | Chile | 2012-2015 |
| Coquimbo Unido          | Chile | 2015-2016 |
| Deportes Pintana        | Chile | 2016-2017 |
| Deportes Melipilla      | Chile | 2017-2018 |

## Títulos

### Campeonatos nacionales
| Título           | Club           | País  | Año           |
| ---------------- | -------------- | ----- | ------------- |
| Primera División | Unión Española | Chile | Apertura 2005 |